# قائمة أكبر سلاسل الأفلام في القرن الحادي والعشرين
تحتوي هذه المقالة على قائمة أكبر سلاسل الأفلام في القرن الحادي والعشرين والتي تتكون على الأقل من أربعة أفلام، وصدر واحد منها على الأقل في القرن الواحد والعشرين. كل من البرقول والريبوت والكروس والسلاسل المشتقة (سبين أوف) تم اتخاذها في الحسبان.

حسب موقع قاعدة بيانات الأفلام على الإنترنت (IMDB)، فإن سلسلتي أفلام الأرض الوسطى وحرب النجوم هما الأفضل تقييما، بينما الأقل تقييما هما سلسلتي أفلام ألفين والسناجب والشفق.

## أربعة أفلام
| السلسلة                             | الفيلم الأول                     | الفيلم الثاني                           | الفيلم الثالث                                     | الفيلم الرابع                                      |
| ----------------------------------- | -------------------------------- | --------------------------------------- | ------------------------------------------------- | -------------------------------------------------- |
| ألفين والسناجب كوميديا IMDB: 4.8    | ألفين والسناجب (2007)            | ألفين والسناجب 2 (2009)                 | ألفين والسناجب 3 (2011)                           | ألفين والسناجب :رقاقة الطريق (2015)                |
| الفطيرة الأمريكية كوميديا IMDB: 6.6 | الفطيرة الأمريكية (1999)         | الفطيرة الأمريكية 2 (2001)              | زواج أمريكي (2003)                                | لم الشمل الأمريكي (2012)                           |
| أستريكس وأوبليكس كوميديا IMDB: 5.7  | أستريكس وأوبليكس ضد سيزار (1999) | أستريكس وأوبليكس: مهمة كليوباترا (2002) | أستريكس في الألعاب الأولمبية (2008)               | أستريكس وأوبليكس: في خدمة صاحبة الجلالة (2012)     |
| الدمية القاتلة رعب IMDB: 5.6        | لعبة طفل (1988)                  | لعبة طفل 2 (1990)                       | عروس تشاكي (1998)                                 | ذرية تشاكي (2004)                                  |
| الشر المميت رعب IMDB: 7.4           | ذا إيفل ديد (1981)               | الشر المميت 2 (1987)                    | جيش الظلام (1992)                                 | الشر المميت (الريبوت) (2013)                       |
| هانيبال ليكتر إثارة IMDB: 7.2       | صمت الحملان (1991)               | هانيبال (2001)                          | التنين الأحمر (2002)                              | تمرد هانيبال (2007)                                |
| هايلاندر خيال IMDB: 5               | ساكن الجبال (1986)               | هايلاندر 2: التسارع (1991)              | هايلاندر 3: المشعوذ (1994)                        | هايلاندر: نهاية اللعبة (2000)                      |
| مباريات الجوع خيال علمي IMDB: 7.2   | مباريات الجوع (2012)             | مباريات الجوع: ألسنة اللهب (2013)       | مباريات الجوع: الطائر المقلد - الجزء الأول (2014) | مباريات الجوع: الطائر المقلد - الجزء الثاني (2015) |
| إنديانا جونز مغامرة IMDB: 7.7       | سارقو التابوت الضائع (1981)      | إنديانا جونز ومعبد الهلاك (1984)        | إنديانا جونز والحملة الأخيرة (1989)               | إنديانا جونز ومملكة الجمجمة الكريستالية (2008)     |
| حديقة جوراسية خيال علمي IMDB: 6.9   | حديقة جوراسية (1993)             | العالم المفقود: حديقة جوراسية (1997)    | حديقة جوراسية 3 (2001)                            | عالم جوراسي (2015)                                 |
| طارد الأرواح الشريرة رعب IMDB: 5.8  | طارد الأرواح الشريرة (1973)      | طارد الأرواح الشريرة 2: الزنديق (1977)  | طارد الأرواح الشريرة 3: الفيلق (1990)             | طارد الأرواح الشريرة: البداية (2004)               |
| المومياء مغامرة IMDB: 6             | المومياء (1999)                  | عودة المومياء (2001)                    | الملك العقرب (سلسلة مشتقة) (2002)                 | المومياء: قبر إمبراطور التنين (2008)               |
| الناقل أكشن IMDB: 6.1               | الناقل (2002)                    | الناقل 2 (2005)                         | ناقل 3 (2008)                                     | الناقل بالوقود (2015)                              |
| الزوار كوميديا IMDB: 5.8            | الزوار (1993)                    | دهاليز الزمن: الزوار 2 (1998)           | الزوار في أمريكا (ريبوت) (2001)                   | الزوار: الثورة (2016)                              |
| لاكي لوك صور متحركة IMDB: 6.4       | لاكي لوك (1971)                  | بالاد دالتون (1978)                     | الدالتون في هروب (1983)                           | الكل للغرب (2007)                                  |
| ماكس المجنون خيال علمي IMDB: 7.3    | ماد ماكس (1979)                  | ماد ماكس 2 (1981)                       | ماد ماكس: بيوند ثاندردوم (1985)                   | ماكس المجنون: طريق الغضب (2015)                    |
| مدغشقر صور متحركة IMDB: 6.9         | مدغشقر (2005)                    | مدغشقر: الهروب إلى أفريقيا (2008)       | مدغشقر 3: أكثر المطلوبين في أوروبا (2012)         | بطاريق مدغشقر (سلسلة مشتقة) (2014)                 |
| رامبو حرب IMDB: 6.7                 | الدم الأول (1982)                | رامبو: الدم الأول 2 (1985)              | رامبو 3 (1988)                                    | رامبو 4 (2008)                                     |
| التسجيل رعب IMDB: 6.2               | التسجيل (2007)                   | التسجيل 2 (2009)                        | التسجيل 3: جينيسيس (2012)                         | التسجيل 4 (2014)                                   |
| روبوكوب خيال علمي IMDB: 5.9         | روبوكوب (1987)                   | روبوكوب 2 (1990)                        | روبوكوب 3 (1993)                                  | روبوكوب (ريبوت) (2014)                             |
| سكايري موفي كوميديا IMDB: 5.5       | سكيري موفي (2000)                | سكيري موفي 2 (2001)                     | سكيري موفي 3 (2003)                               | فيلم مخيف 4 (2006)                                 |
| سكريم رعب IMDB: 6.2                 | صرخة (1996)                      | صرخة 2 (1997)                           | صرخة 3 (2000)                                     | سكريم 4 (2011)                                     |
| تاكسي أكشن IMDB: 6.1                | تاكسي (1998)                     | تاكسي 2 (2000)                          | تاكسي 3 (2003)                                    | تاكسي 4 (2007)                                     |
| المتحولون خيال علمي IMDB: 6.4       | المتحولون (2007)                 | المتحولون: ثأر الهاوي (2009)            | المتحولون: الجانب المظلم للقمر (2011)             | المتحولون: عصر الانقراض (2014)                     |
| العالم السفلي خيال IMDB: 6.7        | العالم السفلي (2003)             | العالم السفلي: تطور (2006)              | العالم السفلي 3: ثورة الليكانس (2009)             | العالم السفلي: الصحوة (2012)                       |

## خمسة أفلام
| السلسلة                             | الفيلم الأول                                 | الفيلم الثاني                             | الفيلم الثالث                           | الفيلم الرابع                            | الفيلم الخامس                                          |
| ----------------------------------- | -------------------------------------------- | ----------------------------------------- | --------------------------------------- | ---------------------------------------- | ------------------------------------------------------ |
| الوجهة النهائية رعب IMDB: 6         | الوجهة النهائية 1 (2000)                     | الوجهة النهائية 2 (2003)                  | الوجهة النهائية 3 (2006)                | الوجهة النهائية 4 (2009)                 | الوجهة النهائية 5 (2011)                               |
| موت قاسي أكشن IMDB: 7.1             | موت قاسي (1988)                              | موت قاسي 2 (1990)                         | موت قاسي مع انتقام (1995)               | موت قاسي 4 (2007)                        | يوم مناسب لموت قاسي (2013)                             |
| جاك ريان أكشن IMDB: 6.9             | صيد أكتوبر الأحمر (1990)                     | ألعاب وطنية (1992)                        | خطر واضح وحالي (1994)                   | مجموع كل المخاوف (2002)                  | جاك ريان: الشبح المجند (ريبوت) (2014)                  |
| بورن إثارة IMDB: 7.4                | هوية بورن (2002)                             | سيادة بورن (2004)                         | إنذار بورن (2007)                       | ميراث بورن (2012)                        | جيسون بورن (2016)                                      |
| العصر الجليدي رسوم متحركة IMDB: 6.8 | العصر الجليدي (2002)                         | العصر الجليدي: الذوبان (2006)             | العصر الجليدي: ظهور الديناصورات (2009)  | عصر الجليد: انجراف القارات (2012)        | العصر الجليدي: مسار التصادم (2016)                     |
| هيربي كوميديا IMDB: 5.3             | علة الحب (1968)                              | هيربي يركب مجددا (1974)                   | هيربي يذهب إلى مونتي كارلو (1977)       | هيربي يذهب إلى الموز (1980)              | هيربي: فولي لوديد (2005)                               |
| مهمة مستحيلة أكشن IMDB: 6.9         | مهمة مستحيلة (1996)                          | مهمة مستحيلة 2 (2000)                     | مهمة مستحيلة 3 (2006)                   | مهمة مستحيلة: بروتوكول الشبح (2011)      | مهمة مستحيلة: أمة مارقة (2015)                         |
| قراصنة الكاريبي مغامرة IMDB: 7.3    | قراصنة الكاريبي: لعنة اللؤلؤة السوداء (2003) | قراصنة الكاريبي: صندوق الرجل الميت (2006) | قراصنة الكاريبي: في نهاية العالم (2007) | قراصنة الكاريبي: في بحار غريبة (2011)    | قراصنة الكاريبي: الرجال الأموات لا يحكون حكايات (2017) |
| بريداتور خيال IMDB: 6.1             | بريداتور (1987)                              | بريداتور 2 (1990)                         | المفترس ضد ألين (2004)                  | ألين ضد المفترس: قداسة (2007)            | مفترسات (2010)                                         |
| ريزدنت إيفل خيال IMDB: 6.1          | ريزدنت إيفل (2002)                           | ريزدنت إيفل: آبوكاليبس (2004)             | ريزدنت إيفل: الانقراض (2007)            | ريزدنت إيفل: الآخرة (2010)               | ريزدنت إيفل: الجزاء (2012)                             |
| ستيب أب فيلم موسيقي IMDB: 6.2       | ستيب أب (2006)                               | ستيب أب 2: الشوارع (2008)                 | ستيب أب ثري دي (2010)                   | ستيب أب ريفلوشن (2012)                   | ستيب أب: الكل في (2014)                                |
| شريك رسوم متحركة IMDB: 6.9          | شريك (2001)                                  | شريك 2 (2004)                             | شريك الثالث (2007)                      | شريك 4 (2010)                            | قطط ترتدي أحذية (سلسلة مشتقة) (2011)                   |
| الرجل العنكبوت خيال IMDB: 7.1       | الرجل العنكبوت (2002)                        | الرجل العنكبوت 2 (2004)                   | الرجل العنكبوت 3 (2007)                 | الرجل العنكبوت المذهل (ريبوت) (2012)     | الرجل العنكبوت المذهل 2 (2014)                         |
| المبيد خيال علمي IMDB: 7.3          | المبيد (1984)                                | المبيد 2: يوم الحساب (1991)               | المبيد 3 (2003)                         | المدمر: الخلاص (2009)                    | المبيد جنسايس (2015)                                   |
| الشفق خيال IMDB: 5                  | الشفق (2008)                                 | ملحمة الشفق: قمر جديد (2009)              | ملحمة الشفق: خسوف (2010)                | ملحمة الشفق: بزوغ الفجر - الجزء 1 (2011) | ملحمة الشفق: بزوغ الفجر - الجزء 2 (2012)               |
| ويني-ذا-بوه رسوم متحركة IMDB: 6.7   | مغامرات ويني الدبدوب (1977)                  | فيلم تيجر (2000)                          | الفيلم الكبير للخنزير الأليف (2003)     | فيلم بوف هافلمب (2005)                   | ويني الدبدوب (2011)                                    |

## ستة أفلام
| السلسلة                           | الفيلم الأول                    | الفيلم الثاني                           | الفيلم الثالث                           | الفيلم الرابع                   | الفيلم الخامس                    | الفيلم السادس                          |
| --------------------------------- | ------------------------------- | --------------------------------------- | --------------------------------------- | ------------------------------- | -------------------------------- | -------------------------------------- |
| الأرض الوسطى خيال IMDB: 8.4       | سيد الخواتم: رفقة الخاتم (2001) | سيد الخواتم: البرجان (2002)             | سيد الخواتم: عودة الملك (2003)          | الهوبيت: رحلة غير متوقعة (2012) | الهوبيت: قفرة سموغ (2013)        | الهوبيت: معركة الجيوش الخمسة (2014)    |
| سلاحف النينجا أكشن IMDB: 6        | سلاحف النينجا (1990)            | سلاحف النينجا 2 : المستقنع السري (1991) | سلاحف النينجا 3 (1993)                  | تي إم إن تي (2007)              | سلاحف النينجا (ريبوت) (2014)     | سلاحف النينجا: الخروج من الظلال (2016) |
| مجزرة منشار تكساس رعب IMDB: 5.8   | مجزرة منشار تكساس (1974)        | مجزرة منشار تكساس 2 (1986)              | توماس هيويت: مجزرة منشار تكساس 3 (1990) | مجزرة منشار تكساس (2003)        | مجزرة منشار تكساس:البداية (2006) | منشار تكساس 3 دي (2013)                |
| بارانورمال أكتيفيتي رعب IMDB: 5.4 | نشاط خارق (2009)                | نشاط خارق 2 (2010)                      | نشاط خارق 3 (2011)                      | نشاط خارق 4 (2012)              | نشاط خارق: ذوي العلامة (2014)    | نشاط خارق: بعد الشبح (2015)            |

## سبعة أفلام
| السلسلة                      | الفيلم الأول         | الفيلم الثاني            | الفيلم الثالث                     | الفيلم الرابع         | الفيلم الخامس          | الفيلم السادس                 | الفيلم السابع                               |
| ---------------------------- | -------------------- | ------------------------ | --------------------------------- | --------------------- | ---------------------- | ----------------------------- | ------------------------------------------- |
| فضائي خيال IMDB: 6.7         | فضائي (1979)         | فضائيون (1986)           | فضائي 3 (1992)                    | فضائي: القيامة (1997) | المفترس ضد ألين (2004) | ألين ضد المفترس: قداسة (2007) | بروميثيوس (2012)                            |
| السرعة والغضب أكشن IMDB: 6.6 | السرعة والغضب (2001) | سريع جدا غاضب جدا (2003) | السرعة والغضب: قيادة طوكيو (2006) | السرعة والغضب (2009)  | السرعة الخامسة (2011)  | سرعة وغضب 6 (2013)            | الغضب 7 (2015)                              |
| روكي كوميديا دراما IMDB: 6.9 | روكي (1976)          | روكي 2 (1979)            | روكي 3 (1982)                     | روكي 4 (1985)         | روكي 5 (1990)          | روكي بالبوا (2006)            | كريد (2015)                                 |
| سو رعب IMDB: 6.3             | سو (2004)            | سو 2 (2005)              | سو 3 (2006)                       | سو 4 (2007)           | سو 5 (2008)            | سو 6 (2009)                   | سو ثري دي (2010)                            |
| سوبرمان خيال IMDB: 6.1       | سوبرمان (1978)       | سوبرمان 2 (1980)         | سوبرمان 3 (1983)                  | سوبرمان 4 (1987)      | عودة سوبرمان (2006)    | رجل من حديد ريبوت (2013)      | باتمان ضد سوبرمان: فجر العدالة ريبوت (2016) |

## ثمانية أفلام
| السلسلة                         | الفيلم الأول                             | الفيلم الثاني                                             | الفيلم الثالث                                | الفيلم الرابع                              | الفيلم الخامس                                   | الفيلم السادس                                | الفيلم السابع                 | الفيلم الثامن                                 |
| ------------------------------- | ---------------------------------------- | --------------------------------------------------------- | -------------------------------------------- | ------------------------------------------ | ----------------------------------------------- | -------------------------------------------- | ----------------------------- | --------------------------------------------- |
| باتمان خيال IMDB: 7             | باتمان (1989)                            | عودة الرجل الوطواط (1992)                                 | باتمان للأبد (1995)                          | باتمان وروبن (1997)                        | بداية باتمان (ريبوت) (2005)                     | فارس الظلام (2008)                           | نهوض فارس الظلام (2012)       | باتمان ضد سوبرمان: فجر العدالة (ريبوت) (2016) |
| هالوين رعب IMDB: 5.7            | هالوين (1978)                            | هالوين 2 (1981)                                           | هالوين 3: موسم الساحر (1982)                 | هالوين 4: عودة مايكل مايرز (1988)          | هالوين 5: الانتقام من مايكل مايرز (1989)        | هالوين أيتش 20: 20 سنة لاحقا (1998)          | هالوين: القيامة (2002)        | هالوين (ريبوت) (2007)                         |
| كوكب القردة خيال علمي IMDB: 6.6 | كوكب القردة (1968)                       | تحت كوكب القردة (1970)                                    | الهروب من كوكب القردة (1971)                 | غزو كوكب القردة (1972)                     | معركة من أجل كوكب القردة (1973)                 | كوكب القردة (ريبوت) (2001)                   | نهوض كوكب القردة (2011)       | بزوغ كوكب القردة (2014)                       |
| حرب النجوم خيال علمي IMDB: 7.9  | حرب النجوم الجزء الرابع: أمل جديد (1977) | حرب النجوم الجزء الخامس: الإمبراطورية تعيد الضربات (1980) | حرب النجوم الجزء السادس: عودة الجيداي (1983) | حرب النجوم الجزء الأول: تهديد الشبح (1999) | حرب النجوم الجزء الثاني: هجوم المستنسخين (2002) | حرب النجوم الجزء الثالث: انتقام السيث (2005) | حرب النجوم: القوة تنهض (2015) | روج ون: قصة من حرب النجوم (2016)              |

## تسعة أفلام
| السلسلة                       | الفيلم الأول                   | الفيلم الثاني                             | الفيلم الثالث                               | الفيلم الرابع                                 | الفيلم الخامس                             | الفيلم السادس                       | الفيلم السابع                            | الفيلم الثامن                            | الفيلم التاسع                 |
| ----------------------------- | ------------------------------ | ----------------------------------------- | ------------------------------------------- | --------------------------------------------- | ----------------------------------------- | ----------------------------------- | ---------------------------------------- | ---------------------------------------- | ----------------------------- |
| أستريكس رسوم متحركة IMDB: 6.7 | أستريكس الغالي (1967)          | أستريكس وكليوباترا (1968)                 | الأعمال الإثنا عشر لأستريكس (1976)          | أستريكس ومفاجأة سيزار (1985)                  | أستريكس لدى البريطون (1986)               | أستريكس ومعركة كبيرة (1989)         | أستريكس يغزو أمريكا (1994)               | أستريكس والفايكنج (2006)                 | أستريكس: قصور الآلهة (2014)   |
| فريدي رعب IMDB: 5.8           | كابوس شارع إيلم (1984)         | كابوس شارع إيلم الجزء 2: ثأر فريدي (1985) | كابوس شارع إيلم الجزء 3: حلم ووريورز (1987) | كابوس شارع إيلم الجزء 4: سيد الحلم (1988)     | كابوس شارع إيلم الجزء 5: حلم الطفل (1989) | فريدي الميت: الكابوس النهائي (1991) | ويس كرافن كابوس جديد (1994)              | فريدي ضد جايسون (2003)                   | كابوس في شارع إلم (2010)      |
| هاري بوتر خيال IMDB: 7.6      | هاري بوتر وحجر الفلاسفة (2001) | هاري بوتر وحجرة الأسرار (2002)            | هاري بوتر وسجين أزكابان (2004)              | هاري بوتر وكأس النار (2005)                   | هاري بوتر وجماعة العنقاء (2007)           | هاري بوتر والأمير الهجين (2009)     | هاري بوتر ومقدسات الموت – الجزء 1 (2010) | هاري بوتر ومقدسات الموت – الجزء 2 (2011) | وحوش مذهلة وأين تجدها (2016)  |
| إكس مان خيال IMDB: 7.4        | رجال-إكس (2000)                | إكس 2 (2003)                              | رجال-إكس: الوقفة الأخيرة (2006)             | رجال-إكس الأصول: وولفرين (سلسلة مشتقة) (2009) | رجال-إكس: الدرجة الأولى (2011)            | الوولفيرين (سلسلة مشتقة) (2013)     | رجال-إكس: أيام المستقبل الماضي (2014)    | ديدبول (2016)                            | رجال إكس: نهاية العالم (2016) |

## عشرة أفلام أو أكثر
| السلسلة                             | الأفلام |
| ----------------------------------- | --- |
| يوم الجمعة الثالث عشر رعب IMDB: 5.4 | 11 فيلما: يوم الجمعة الثالث عشر (1980)، يوم الجمعة الثالث عشر الجزء الثاني (1981)، يوم الجمعة الثالث عشر الجزء الثالث (1982)، يوم الجمعة الثالث عشر: الفصل النهائي (1984)، يوم الجمعة الثالث عشر: بداية جديدة (1985)، يوم الجمعة الثالث عشر الجزء السادس حياة جيسن (1986)، يوم الجمعة الثالث عشر الجزء السابع الدم الجديد (1988)، جيسون يذهب إلى الجحيم الجمعة الأخيرة (1993)، جيسون إكس (2001)، فريدي ضد جايسون (2003)، يوم الجمعة الثالث عشر (ريبوت، 2009). |
| ستار تريك خيال علمي IMDB: 7.1       | 13 فيلما: ستار تريك: الفيلم السينمائي (1979)، ستار تريك 2: غضب خان (1982)، ستار تريك 3: البحث عن سبوك (1984)، ستار تريك 4: رحلة المنزل (1986)، ستار تريك 5: الحدود النهائية (1989)، ستار تريك 6: البلد الغير مكتشف (1991)، ستار تريك: أجيال (1994)، ستار تريك: أول اتصال (1996)، ستار تريك: العصيان (1998)، ستار تريك: العدو (2002)، ستار تريك (ريبوت، 2009)، ستار تريك إلى الظلام (2013)، ستار تريك بيوند (2016). |
| المنتقمون أكشن IMDB: 7.6            | 22 فيلما: آيرون مان (2008)، هولك الخارق (2008)، آيرون مان 2 (2010)، ثور (2011)، كابتن أمريكا: المنتقم الأول (2011)، المنتقمون (2012)، آيرون مان 3 (2013)، ثور: العالم المظلم (2013)، كابتن أمريكا: جندي الشتاء (2014)، حراس المجرة (2014)، المنتقمون: عصر ألترون (2015)، الرجل النملة (2015)، كابتن أمريكا: الحرب الأهلية (2016)، دكتور سترينج (2016). حراس المجرة2 (2017)، الرجل العنكبوت: العودة للوطن (2017)، ثور: راجناروك (2017)، النمر الاسود (2018)، افنجرز : انفينتي وار (2018)، كابتن مارفل (2019)، افنجرز : نهاية اللعبة (2019)، الرجل العنكبوت : بعيد عن الوطن (2019)، الأرملة السوداء (2021) |
| جيمس بوند أكشن IMDB: 6.3            | 24 فيلما: دكتور نو (1962)، من روسيا مع الحب (1963)، أصبع الذهب (1964)، كرة الرعد (1965)، أنت فقط تعيش مرتين (1967)، في الخدمة السرية لجلالتها (1969)، الماس للأبد (1971)، عش ودعهم يموتون (1973)، الرجل ذو المسدس الذهبي (1974)، الجاسوس الذي أحبني (1977)، حاصد القمر (1979)، من أجل عينيك فقط (1981)، الأخطبوطي (1983)، نظرة إلى قتل (1985)، أضواء النهار الحية (1987)، رخصة للقتل (1989)، العين الذهبية (1995)، الغد لا يموت (1997)، العالم ليس كافيا (1999)، مت في يوم آخر (2002)، كازينو رويال (2006)، كم من العزاء (2008)، سكايفول (2012)، طيف (2015).                                             |